# Enrique Oltuski
Enrique Oltuski Ozacki (* 25. November 1930 in Santa Clara, Kuba; † 16. Dezember 2012 in Havanna) war ein kubanischer Politiker und Revolutionär. Er war Minister für Kommunikation und zuletzt stellvertretender Minister für Fischerei.

## Leben
Oltuski wurde 1930 als Sohn polnischer Einwanderer in Santa Clara geboren, wo er auch seine Kindheit und Jugend verbrachte. Sein Vater war ein wohlhabender Schuhfabrikant, der als religiöser Jude aktiv in der örtlichen jüdischen Gemeinde engagiert war. Enrique Oltuski konnte sich mit der Religion seiner Eltern in einem überwiegend christlichen Umfeld jedoch nicht identifizieren. Nach einem Architekturstudium in Miami, das er 1954 abschloss, arbeitete er zunächst in den USA, kehrte aber 1955 nach Kuba zurück und widmete sich dem Kampf gegen die diktatorische Herrschaft Präsident Fulgencio Batistas. Gleichzeitig arbeitete er als gesellschaftlich angesehener, verheirateter Familienvater für die US-Tochtergesellschaft des britisch-niederländischen Ölkonzerns Shell als für die Region Zentralkuba zuständiger Technischer Direktor.

## Untergrundkampf
Bereits kurz nach dem Putsch Batistas im März 1952 hatte sich Oltuski der Revolutionären Nationalbewegung (Movimiento Nacional Revolucionario, MNR) angeschlossen, die von Rafael García Bárcena angeführt wurde. García Bárcena hatte sich in der Zeit des Aufstands gegen Diktator Gerardo Machado Anfang der 1930er Jahre als Studentenführer Bekanntheit erworben, war Mitgründer der Orthodoxen Partei und Philosophiedozent an der Universität Havanna. Das MNR hatte vor allem in der akademischen Mittelschicht sowie unter Militäroffizieren großen Rückhalt. Am Ostersonntag 1953 vereitelte die Polizei einen geplanten Angriff des MNR auf das Militärhauptquartier Campamento Militar de Columbia in Havanna, und die Bewegung wurde zerschlagen.
Oltuski blieb in der Folge, auch in seiner Zeit in Miami, mit seinen ehemaligen MNR-Mitstreitern in Verbindung und schloss sich 1955 der von Fidel Castro neu gegründeten Bewegung des 26. Juli (M-26-7) an. Oltuski stieg bald zum Mitglied des nationalen Führungskomitees auf und kümmerte sich von Havanna aus um die Werbung weiterer Mitglieder und die Sammlung von Geld und Waffen für den von Castro im mexikanischen Exil vorbereiteten bewaffneten Kampf der M-26-7. Gemeinsam mit Frank País, Armando Hart und Carlos Franqui verfasste er im Herbst 1956 eine programmatische Kampfschrift, in dem die sozialrevolutionären Ziele der Bewegung betont und die kubanische Arbeiterschaft zur aktiven Beteiligung aufgerufen wurden. Im Oktober brachte Oltuski den Entwurf nach Mexiko-Stadt, um ihn dort von Fidel genehmigen zu lassen. Es gelang ihm aber nicht, ihn zu finden, da der von den mexikanischen Behörden inzwischen offiziell zur Ausreise aufgeforderte Castro sich vor der Polizei verstecken musste und die Stadt zur kurz bevorstehenden Überfahrt nach Kuba auf der Motoryacht Granma bereits verlassen hatte. Im September hatte Castro bereits mit dem bewaffneten Revolutionsdirektorium (Directorio Revolucionario, DR), das von den kubanischen Universitäten aus operierte, einen Pakt geschlossen, eine ideologische Festlegung dabei jedoch vermieden.
Ab Dezember 1956 beteiligte sich Oltuski in Havanna an Sabotageakten, Attentaten und Terroranschlägen durch Bomben und andere Waffen. Ein größerer Teil der Bewegung des 26. Juli kämpfte gleichzeitig im Osten des Landes – sowohl in Santiago de Cuba unter Frank País als auch in der Sierra Maestra unter Fidel Castro. Im Februar 1957 konstituierte sich die Bewegung Ziviler Widerstand (Movimiento Resistencia Cívica, MRC) als parallel zur M-26-7 operierende und diese unterstützende Organisation in den Städten des Landes. Ab dem Frühjahr 1957 diente Oltuski als Kontaktmann der MRC zur M-26-7, kurz darauf zusätzlich als ihr leitender Generalsekretär. Im September/Oktober 1957 wurde er als Koordinator der Bewegung des 26. Juli (M-26-7) in die zentralkubanische Provinz Las Villas abgeordnet.
Innerhalb der M-26-7 gehörte Oltuski zu den wichtigsten Aktivisten der „Ebene“ (span. llano), der zweiten Komponente des Befreiungskampfs neben den deutlich prominenteren Kämpfern der „Berge“ (span. sierra) um Fidel Castro. Zu den Tätigkeiten der „Llano“ gehörten neben der Versorgung der „Sierra“ mit gesammelten Waffen und Geld auch die Koordinierung der politischen Propaganda sowie die Durchführung von Terror- und Sabotageaktionen. Im direkten Gegensatz zu seinem Einsatzort in der Ebene lautete Oltuskis Deckname innerhalb der Untergrundbewegung „Sierra“. Seine Untergrundtätigkeit hielt er, mit Ausnahme seiner Ehefrau, vor seiner gesamten Familie verborgen. Als angesehener Shell-Manager und Mitglied des kubanischen Rotary-Clubs bewegte er sich unauffällig innerhalb der wohlhabendsten und einflussreichsten Kreise Zentralkubas.
Seit der Ankunft der aus dem östlichen Landesteil in die von ihm verantwortete Provinz vorgerückten Guerillatruppen unter dem Kommando Ernesto „Che“ Guevaras im Herbst 1958 arbeitete Oltuski eng mit Guevara zusammen, wobei Oltuskis und Guevaras Ansichten über die politischen Ziele und Strategien der Revolution zu Anfang weit auseinander lagen und sie zahlreiche heftige Diskussionen führten. Beispielsweise war Oltuski strikt gegen die von Guevara geforderten Banküberfälle zur Geldversorgung der Truppe und vertrat ein auch für die USA akzeptables Modell einer weniger radikalen Landreform, nach der die Landarbeiter den Boden mit günstigen Krediten erwerben können sollten. Um solche Überfälle zu vermeiden, ließ Oltuski Guevara einen hohen Geldbetrag zukommen – als Kurierin diente im November 1958 Aleida March, die damals eine von Oltuskis engsten Mitarbeiterinnen war und später Guevaras Ehefrau wurde. Vor der Ankunft der von Guevara angeführten Truppen hatte Oltuski die M-26-7-Kämpfer in Las Villas noch angewiesen, sich der antikommunistischen „Zweiten Nationalen Front im Escambray-Gebirge“ unter dem Oberbefehl des Comandante Eloy Gutiérrez Menoyo anzuschließen, die sich im Sommer 1958 vom offiziell mit dem M-26-7 verbündeten Revolutionsdirektorium abgespalten hatte.

## Beteiligung an der Revolutionsregierung
Mit der Machtübernahme durch Fidel Castro wechselte Oltuski in die Regierung und übergab seinen Posten als Koordinator der M-26-7 seinem Stellvertreter Orlando Bosch. Als Kommunikationsminister (bis 1960) war Oltuski das erste jüdische Regierungsmitglied in der Geschichte Kubas, gleichzeitig war er mit 28 Jahren der jüngste Minister der ersten Revolutionsregierung. Neben dem zwischenzeitlichen Binnenhandelsminister Máximo Berman (1961–1962) und dem historischen Kommunistenführer Fabio Grobart gehörte Oltuski zu den wenigen hochrangigen Mitgliedern des Castro-Regimes mit einem jüdischen Familienhintergrund. Er gehörte weiterhin der gesellschaftlichen Oberschicht von Havanna an – im April 1959 berichtete der Gesellschaftsteil der konservativen Tageszeitung Diario de la Marina über den „Baby shower“ für seine Ehefrau, den diese mit Freundinnen im exklusiven Yacht Club des Stadtteils Miramar feierte.
Zu seinen ersten Amtshandlungen gehörte die Verstaatlichung der kubanischen Telefongesellschaft, die sich im Besitz der amerikanischen Gesellschaft ITT befunden hatte. Auf seine Anregung entstand eine wöchentliche Fernsehsendung mit dem Titel „Die Revolution erklärt ihre Gesetze“, in der der für die Revolutionsgesetze zuständige Minister Osvaldo Dorticós ausgewählte Gesetze allgemeinverständlich erläuterte. Nach dessen Einsetzung als Nachfolger des auf Druck Fidel Castros zurückgetretenen Präsidenten Manuel Urrutia im Juli 1959 übernahm Oltuski die Moderation der Sendung, die er in „Die Revolution erklärt ihr Wirken“ umbenennen ließ. Oltuski ließ dort wöchentlich wechselnde Minister verschiedene Regierungsprojekte vorstellen und band einfache Bürger ein, die mit dem jeweiligen Thema zu tun hatten.
Wie die übrigen nichtmarxistischen Minister, die im Januar 1959 noch eine deutliche Mehrheit in der Regierung gebildet hatten, gehörte auch Oltuski bereits im Sommer 1960 dem Kabinett der Revolutionsregierung nicht mehr an. Im Gegensatz zu den meisten von ihnen (Roberto Agramonte, Manuel Urrutia, José Miró Cardona, Elena Mederos, Humberto Sori Marín, Raúl Chibás u. a.) wandte er sich jedoch nicht aktiv gegen den nun immer offener dem sowjetischen Gesellschaftsmodell folgenden Kurs Castros, sondern diente dem Staat in der Folge in untergeordneten Funktionen.
Nach späterer Darstellung des damaligen Direktors der Zeitung Revolución und Führungsmitglieds des M-26-7, Carlos Franqui, sprach sich Oltuski bei einer Kabinettssitzung im Herbst 1959 für einen Freispruch des Comandante Huber Matos aus. Dieser hatte aus Protest gegen den inhaltlich und personell zunehmend kommunistisch orientierten Kurs der Revolutionsregierung seinen Rücktritt vom Posten des Militärgouverneurs der Provinz Camagüey bekannt gegeben und war daraufhin von Fidel als Hochverräter beschuldigt worden. Außer Oltuski plädierten demnach nur Faustino Pérez und Manuel Ray gegen die von Raúl Castro verlangte Erschießung Matos’. Beide wurden unmittelbar darauf aus der Revolutionsregierung ausgeschlossen, Oltuskis Abgang aus dem Kabinett folgte ein halbes Jahr später. Vorher begleitete er noch Jean-Paul Sartre und Simone de Beauvoir auf ihrem Besuch in Kuba im Frühjahr 1960. Sartre bezog sich in seiner euphorischen Artikelserie über die Kubanische Revolution, die er nach seiner Rückkehr nach Frankreich veröffentlichte, ausdrücklich auf Oltuskis Schilderungen der Erlebnisse des risikoreichen Untergrundkampfes. Sartre nannte Oltuski „einen unserer besten Freunde“ und widmete ihm einen kompletten Artikel (der 16-teiligen Serie). Wenige Tage nach Veröffentlichung wurde Oltuski als Minister durch den weitgehend unbekannten Kommunisten Raúl Curbelo ersetzt.
Nach dem Verlust seines Ministeramtes arbeitete er fünf Jahre lang unter dem Kommando Guevaras als Vizechef des zentralen Rates für Wirtschaftsplanung (JUCEPLAN), der die schrittweise verstaatlichte Wirtschaft des Landes kontrollierte. Später wurde er von Fidel Castro für sechs Monate auf die Kieferninsel (Isla de Pinos) verbannt, wo er als Kuhhirte arbeiten musste. Seit den 1970er Jahren bekleidete Oltuski den stellvertretenden Leitungsposten im seit den 1990er Jahren weitgehend bedeutungslos gewordenen Ministerium für Fischfang und Handelsmarine. In der zweiten Lebenshälfte trat Oltuski vor allem als Zeitzeuge mit Aussagen zum Leben und Wirken Guevaras öffentlich in Erscheinung. 2001 veröffentlichte er den Erinnerungsband Gente del llano, in dem er seine Teilnahme an der Revolution und allgemein die Bedeutung der städtischen Widerstandskämpfer beschrieb. 2004 folgte mit Pescando recuerdos eine Sammlung von weiteren Erinnerungen, unter anderem an Begegnungen mit Ernesto „Che“ Guevara, Camilo Cienfuegos und Fidel Castro.

## Familienverbindungen
Mit seiner Ehefrau Martha Rodríguez del Pozo, einer katholischen Arzttochter, die er seit Schulzeiten kannte, hatte er vier Kinder, die alle Mitglieder der Kommunistischen Partei wurden. Sein Sohn Frank País Oltuski Rodríguez ist für Marketing verantwortlicher Vizepräsident des vom Verteidigungsministerium verwalteten Tourismuskonzerns Gaviota SA. Enrique Oltuskis Schwager Guillermo „Gallo Ronco“ Rodríguez del Pozo war Gründer der Regionalgruppe der Bewegung des 26. Juli in der Provinz Las Villas, ist Zwei-Sterne-General der Revolutionsstreitkräfte und leitet das staatliche Studienzentrum für Verteidigungsinformation (CEID). Sein Sohn, General Luis Alberto Rodríguez López-Calleja, war mit Staatspräsident Raúl Castros Tochter Deborah Castro Espín verheiratet und leitete die Holding GAESA, in der alle Wirtschaftsbeteiligungen des kubanischen Militärs zusammengefasst sind.
Oltuski starb an Ateminsuffizienz. Seine sterblichen Überreste wurden auf dem katholischen Friedhof Cementerio Cristóbal Colón in Havanna eingeäschert. Trotz seiner herausgehobenen Rolle im Untergrundkampf gegen Batista und seiner Führungsfunktion innerhalb der Bewegung des 26. Juli wurde sein Tod in den staatlichen kubanischen Medien nur knapp vermeldet. Ausführlichere Nachrufe erschienen dagegen nur außerhalb Kubas.

## Veröffentlichungen
- Gente del llano, Havanna: Imagen Contemporánea 2001, ISBN 959-7078-41-4
  - erweiterte Ausgabe auf Englisch: Vida Clandestina: My life in the Cuban Revolution. New York: John Wiley 2002, ISBN 978-0-7879-6169-5
- Pescando recuerdos, Havanna: Abril 2004, ISBN 959-210-311-9